# Bukwica (roślina)

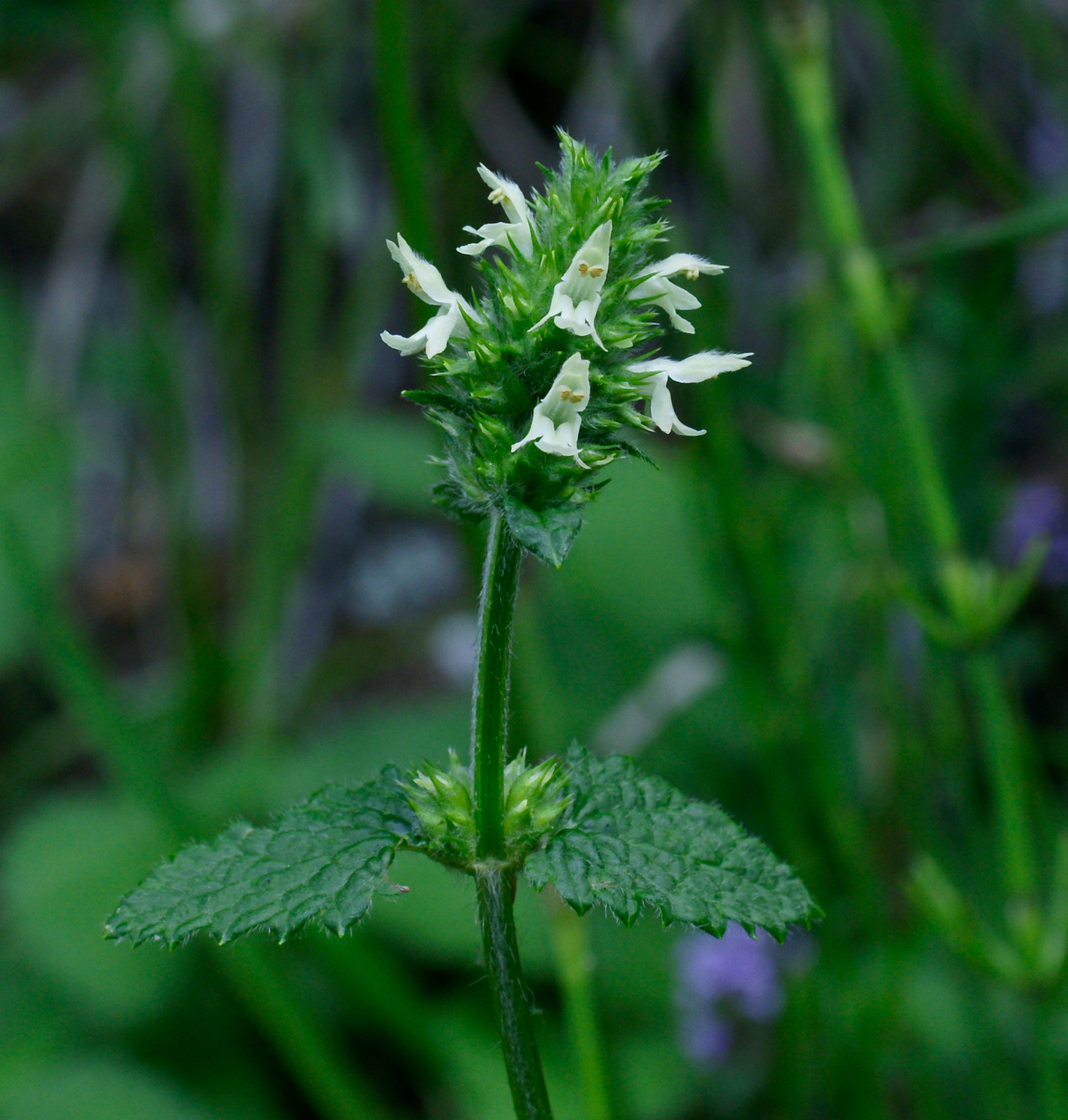
Betonica alopecuros

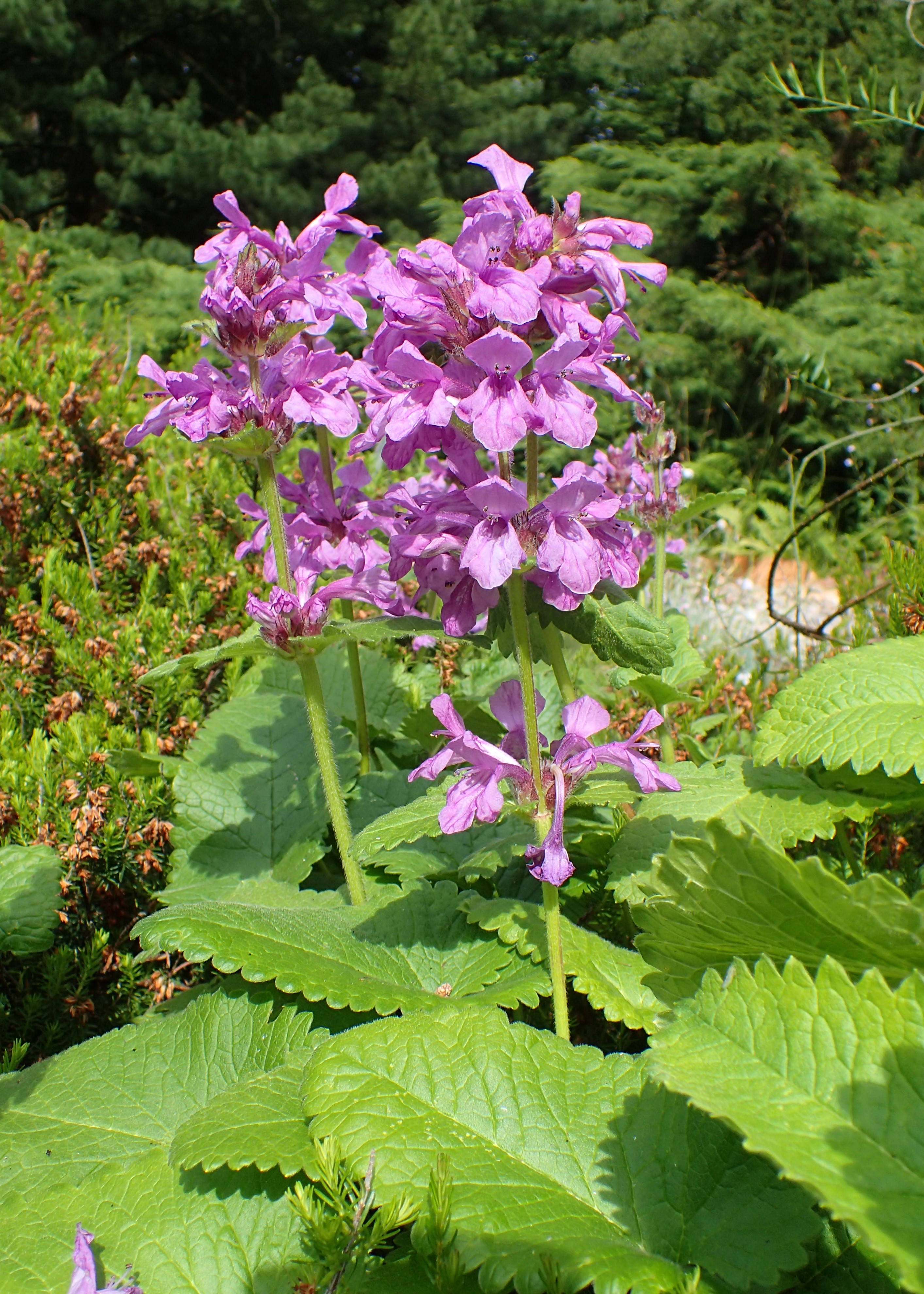
Betonica macrantha

Bukwica (Betonica L.) – takson roślin należących do rodziny jasnotowatych wyróżniany w randze rodzaju lub podrodzaju w obrębie rodzaju czyściec (Stachys). Obejmuje 10–15 gatunków występujących w Europie, zachodniej i środkowej Azji oraz w północnej Afryce. We florze Polski rodzaj reprezentowany jest przez jeden gatunek – bukwicę zwyczajną B. officinalis.

## Morfologia
PokrójByliny z liśćmi skupionymi głównie w rozecie przyziemnej i nielicznymi liśćmi łodygowymi.
KwiatyPodobne do kwiatów roślin z rodzaju czyściec. Podobnie zebrane są w nibyokółki tworzące kłosokształtny kwiatostan na szczycie pędu. Kielich 5-ząbkowy, rurkowaty lub dzwonkowaty. Korona grzbiecista i zrosłopłatkowa. W przeciwieństwie do czyścca – górna warga korony spłaszczona, rurka korony wydłużona i zwykle bez pierścienia włosków wewnątrz, pylniki niemal równoległe.

## Systematyka
Uwagi taksonomiczne
Rodzaj często nie jest wyodrębniany, lecz włączany jako podrodzaj Betonica (L.) Bhattacharjee do rodzaju czyściec (Stachys). Pozycja taksonomiczna tej grupy roślin nie jest ustalona i wciąż podlega debacie. Badania molekularne wskazują na bazalną i odrębną pozycję roślin z grupy Betonica w stosunku do pozostałych roślin z rodzaju Stachys, przemawiają za tym także wyniki analiz biochemicznych i z zakresu morfologii (odrębna budowa włosków).
Pozycja systematyczna według APweb (aktualizowany system APG IV z 2016)
Jako podrodzaj w obrębie rodzaju Stachys zaliczany jest do rodziny jasnotowatych (Lamiaceae  Lindl.), która jest jednym z kladów w obrębie rzędu jasnotowców (Lamiales) Bromhead z grupy astrowych spośród roślin okrytonasiennych.
Pozycja w systemie Reveala (1993–1999)
Gromada okrytonasienne (Magnoliophyta Cronquist), podgromada Magnoliophytina Frohne & U. Jensen ex Reveal, klasa Rosopsida Batsch, podklasa jasnotowe (Lamiidae Takht. ex Reveal), nadrząd Lamianae Takhtajan, rząd jasnotowce (Lamiales Bromhead), podrząd Lamiineae Bessey in C.K. Adams, rodzina jasnotowate (Lamiaceae Lindl.),  podplemię Betonicinae Dumort., rodzaj bukwica (Betonica L.).
Wykaz gatunków
- Betonica alopecuros L.
- Betonica betoniciflora (Rupr. ex O.Fedtsch. & B.Fedtsch.) Sennikov – bukwica liściowa[15]
- Betonica brantii (Benth.) Boiss.
- Betonica bulgarica Degen & Nejceff
- Betonica hirsuta L. – bukwica szorstka[15]
- Betonica macrantha K.Koch – bukwica kaukaska, czyściec wielkokwiatowy[5]
- Betonica nivea Steven
- Betonica officinalis L. – bukwica zwyczajna, b. lekarska
- Betonica orientalis L. – bukwica wschodnia[15]
- Betonica scardica Griseb.